# روزالیند الازار

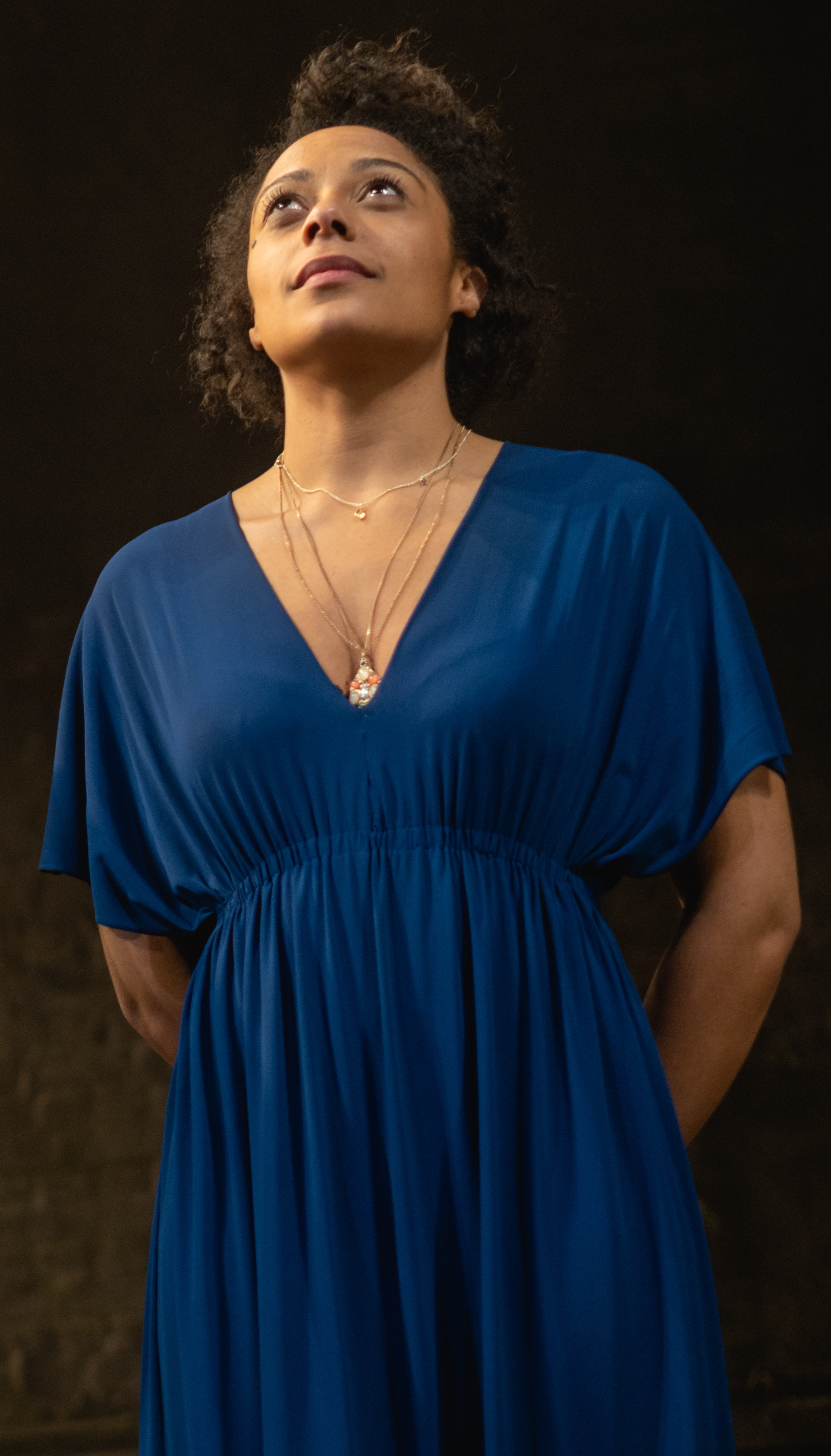
الازار در نقش یلنا در عمو وانیا در تئاتر هارولد پینتر لندن (۲۰۲۰)

روزالیند الازار متولد ۱۹۸۸ بازیگر انگلیسی صحنه و سینما است. او در آکادمی موسیقی و هنر دراماتیک لندن آموزش دید، در سال ۲۰۱۵ فارغ‌التحصیل شد.
اولین نقش اول فیلم بلند الازار در نقش اگنس در تاریخ شخصی دیوید کاپرفیلد (2019) اثر آرماندو ایانوچی بود. پدر روزالیند الازار غنائی بود.

## فیلم‌شناسی

### فیلم
| سال  | عنوان                       | نقش      | یادداشت |
| ---- | --------------------------- | -------- | ------- |
| ۲۰۱۵ | دهکده گمشده                 | النور    | کوتاه   |
| ۲۰۱۷ | پوکر                        |          | کوتاه   |
| ۲۰۱۹ | تاریخچه شخصی دیوید کاپرفیلد | اگنس     |         |
| ۲۰۲۱ | من عاشق نیستم               | تیلور    |         |
| ۲۰۲۳ | خانه برناردا آلبا           | آنگوستیا |         |

### تلویزیون
| سال       | عنوان            | نقش                  | یادداشت‌ها |
| --------- | ---------------- | -------------------- | --- |
| ۲۰۱۶      | شهر هولبی        | بتی لیونز            | قسمت: "دنیای جدید شجاع" |
| ۲۰۱۶      | گنجینه ملی       | جورجینا              | دو قسمت |
| ۲۰۱۶      | NW               | شار                  | فیلم تلویزیونی |
| ۲۰۱۷      | رِلِک              | کریستین لیویسون      | ۴ قسمت |
| ۲۰۱۷      | "هاواردز"        | جکی باس              | ۴ قسمت |
| ۲۰۱۷–۲۰۱۸ | فاحشه‌ها          | وایلت کراس           | ۱۶ قسمت |
| ۲۰۱۸      | مرگ در بهشت      | ماری گیل             | قسمت: " خاطرات تاریک " |
| ۲۰۱۸      | لور              | آوا                  | مستند سریال تلویزیونی |
| ۲۰۱۹      | آب عمیق          | کیت                  | ۶ قسمت |
| ۲۰۲۰      | تولیدکنندگان     | روز                  | قسمت دوم: "نه درمان" |
| ۲۰۲۰      | عمو وانیا        | یلینا                | یک فیلم تلویزیونی که در ابتدا در سینماهای نمایشنامه اجرا شده در تئاتر هارولد پینتر لندن به خاطر ویروس کووید-۱۹ به یک تئاتر خالی عرضه شد |
| ۲۰۲۱      | ارباب هیچ        | هذر                  | قسمت: "حظات عاشقانه، فصل دوم" |
| ۲۰۲۲–۲۰۲۳ | اسب‌های آهسته     | لوئزا گای            | ۱۸ قسمت |
| ۲۰۲۳      | کلاس سال ۲۰۰۹    | دکتر "ویویین مک کان" | هفت قسمت |
| TBA       | دلم برات تنگ شده | کارآگاه کات دوناوان  | در تولید |